# Beata Pawłowicz
Beata Pawłowicz (ur. w 1965 we Wrocławiu) – polska poetka, pisarka, dziennikarka.

## Życiorys
Beata Pawłowicz debiutowała jako poetka w roku 1985, na łamach tygodnika "Radar". Nakładem własnym, opublikowała we Wrocławiu zbiorki poezji Dwoje nieznajomych (1987) i Ulu (1988).
Na przełomie lat 80. i 90. prowadziła teatr poetyckiej grupy Sans - gene (nagrodzony na festiwalu studentów w Katowicach w roku 1987). W tym okresie redagowała kolumny literackie i artystyczne w pismach studenckich i młodzieżowych na Dolnym Śląsku: "Iglicy", "Szermierzu", "Konfrontacjach". W roku 1993 ukończyła kulturoznawstwo na Uniwersytecie Wrocławskim.
W roku 1994 w wykonaniu aktorów wrocławskiego Teatru Współczesnego odbyła się w BWA premiera spektaklu poetyckiego na podstawie jej utworów poetyckich "Rozmowa z cieniem", który w następnym roku zaistniał także w teatrze w Legnicy.

## Publikacje

### Książka
- Dekalog szczęścia. Jak się nie dać udawanej radości, ale też nie wpaść w czarną rozpacz wyd. Zwierciadło, Warszawa 2012

Zbiór wywiadów z dziesięcioma znanymi psychologami: Katarzyną Miller, Wojciechem Eichelbergerem, Marią Rotkiel, Miłoszem Brzezińskim, Konradem Majem, Tomaszem Srebnickim, Jagną Ambroziak, Krzysztofem Koroną,  Katarzyną Wasilewską, Ireneuszem Sielskim.

### Współautorka książek
- Życie w micie. Czyli jak nie trafić do raju na niby i odnaleźć harmonię ze światem wyd. Zwierciadło, Warszawa 2013 - Wojciech Eichelberger, Beata Pawłowicz
- Porozmawiajmy o seksie wyd. Zwierciadło, Warszawa 2011 - Miller Katarzyna, Haller Olga, Pawłowicz Beata, Jastrun Tomasz, Cichocka Tatiana, Kacperek Małgorzata

### Poezja
- Planeta wyd. ANAGRAM, Warszawa 2004
- Nad duszność wyjść rzeczy wyd. Lampa i Iskra Boża, Warszawa 2001
- Self wyd. Lampa i Iskra Boża 2000.